# U–1224
Az U–1224 tengeralattjárót a német haditengerészet rendelte a hamburgi Deutsche Werft AG-től 1941. augusztus 25-én. A hajó 1943. október 20-án állt szolgálatba. Később a Japán Birodalmi Haditengerészet állományába került.

## Pályafutása
Az U–1224 1944. február 15-én lett a japán flotta része, számát RO 501-re változtatták. A tengeralattjárót három hónap múlva, május 13-án a Zöldfoki-szigetektől északnyugatra a USS Francis M. Robinson amerikai romboló mélységi bombákkal elsüllyesztette.

## Kapitány
| Név          | Kezdőnap          | Zárónap           |
| ------------ | ----------------- | ----------------- |
| Georg Preuss | 1943. október 20. | 1944. február 15. |